# Auretta Gay
Auretta Gay (Roma, 6 de octubre de 1947-26 de noviembre de 2006), también conocida como Auretta Giannone, fue una actriz italiana conocida principalmente por interpretar a Susan Barrett en la película Zombi 2, dirigida por Lucio Fulci en 1979, donde actuó junto a Tisa Farrow, Ian McCulloch, Al Cliver, Richard Johnson y Olga Karlatos. La escena donde es atacada por un zombi entre las olas asombró al público y es recordada como la película más asombrosa de Lucio Fulci y del cine italiano. Su carrera cinematográfica incluyó dos títulos en 1979 y la misma cantidad en 1980, cuando rodó su última película·

## Filmografía
- Brillantina Rock, de Michele Massimo Tarantini (1979), como Cindy.
- Zombi 2 (1979), como Susan Barret.
- Ombre (1980), como Elena.
- Il ladrone, de Pasquale Festa Campanile (1980).
- Delitto in Via Teulada, de Aldo Lado (1980, telefilm), como Lia.